# Macintosh 128K
Macintosh 128K é um computador produzido pela Apple Inc. e lançado em 24 de janeiro de 1984. Vinha com 128 kB de memória - daí deriva seu nome, e rodava o System 1. Tinha tela preta e branca e mouse com um só botão - que foi o padrão de computadores Apple durante muito tempo. Ele recebeu uma atualização, "System 1.1" em 29 de dezembro de 1984, antes de ser sucedido pelo System 2.
O lançamento do primeiro 'Macintosh', que tem o nome originado de um tipo de maçã (a mais apreciada pelos estadunidenses), aconteceu em 24 de janeiro de 1984 com um comercial intitulado '1984' que fazia uma relação com o livro de mesmo nome. O comercial foi o mais caro comercial já produzido até então e teve uma única exibição: durante um intervalo do Superbowl. As vendas do Macintosh foram fortes desde seu lançamento inicial em 24 de janeiro de 1984 e atingiram 70 mil unidades em 3 de maio de 1984.
O centro da máquina era um processador Motorola 68000 a 8 MHz ligado a 128 kB DRAM através de um bus de dados de 16 bits. A falta de RAM provou ser fatal para grande parte do software multimédia.

## Resfriamento
A unidade não incluía um ventilador, contando em vez disso com transferência de calor convectiva, o que a tornava silenciosa enquanto estava em operação. Steve Jobs insistiu que o Macintosh fosse lançado sem um ventilador, o que persistiu até a introdução do Macintosh SE em 1987. Jobs acreditava que computadores equipados com ventiladores tendem a distrair o usuário de concluir o trabalho. Infelizmente, esta foi alegadamente uma fonte de muitas falhas de componentes comuns e dispendiosas nos primeiros quatro modelos de Macintosh. Isso foi um problema suficiente para levar à introdução de várias soluções de ventiladores de resfriamento externos de terceiros, como o MacFan, o Mac N Frost, o Fanny Mac e o Kensington System Saver. Essas unidades se encaixavam dentro do slot da alça de transporte do Macintosh através dos orifícios de ventilação existentes do computador.

## Processador e memória
O coração do computador é um microprocessador Motorola 68000 rodando a 7,8336 MHz, conectado a 128 KB de RAM compartilhada pelo processador e pelo controlador de vídeo. O procedimento de inicialização e algumas rotinas do sistema operacional estão contidos em um chip ROM de 64 KB. A Apple não ofereceu atualizações de RAM. Ao contrário do Apple II, nenhuma listagem de código-fonte das ROMs do sistema Macintosh foi oferecida.
A RAM no Macintosh consiste em dezesseis DRAMs 64k×1. O 68000 e o controlador de vídeo se revezam no acesso à DRAM a cada quatro ciclos de CPU durante a exibição do buffer de quadros, enquanto o 68000 tem acesso irrestrito à DRAM durante intervalos de preenchimento vertical e horizontal. Tal arranjo reduz o desempenho geral da CPU em até 35% para a maioria dos códigos, pois a lógica de exibição geralmente bloqueia o acesso da CPU à RAM. Apesar da taxa de clock nominalmente alta, isso faz com que o computador funcione mais lentamente do que vários de seus concorrentes e resulta em uma taxa de clock efetiva de 6 MHz.

## Atualizações de OEM
No início de 1985, muito software Macintosh exigia 512K de memória. A Apple vendeu uma atualização de memória oficial para o Macintosh 128K, que incluía uma substituição da placa-mãe efetivamente tornando-o um Macintosh 512K, pelo preço de US$ 995. Além disso, a Apple ofereceu um kit de unidade de disquete de 800 KB, incluindo ROMs de 128 K atualizadas. Finalmente, um Mac 128K poderia ser atualizado para um Macintosh Plus trocando a placa lógica, bem como a parte traseira do gabinete (para acomodar a configuração de porta ligeiramente diferente) e, opcionalmente, adicionando o teclado estendido Macintosh Plus. Qualquer um dos kits pode ser comprado sozinho ou em conjunto a qualquer momento, para uma atualização parcial ou total para o Macintosh 128K. Todas as atualizações foram necessárias para serem realizadas por técnicos profissionais da Apple, que supostamente se recusaram a trabalhar em qualquer Macintosh atualizado para 512K sem a atualização oficial da Apple, que em US$ 700 era muito mais caro do que cerca de US$ 300 para versões de terceiros.

## Recepção
Erik Sandberg-Diment do The New York Times em janeiro de 1984 afirmou que o Macintosh "pressagia uma revolução na computação pessoal". Apesar de preferir telas maiores e chamar a falta de cor de "erro", ele elogiou a exibição "refrescantemente nítida e clara" e a falta de ruído do ventilador. Embora não tenha certeza se se tornaria "um segundo padrão para o Big Blue", Ronald Rosenberg do The Boston Globe escreveu em fevereiro sobre "uma euforia que o Macintosh mudará a forma como a América calcula. Qualquer um que experimente a máquina ... fica viciado por suas características". O computador era realmente tão atraente para os compradores que um revendedor em março o descreveu como "o primeiro item de impulso de US$ 2 500".
Gregg Williams, da BYTE, em fevereiro, achou o design de hardware e software (que previu que seria "imitado, mas não copiado") impressionante, mas criticou a falta de um segundo drive de disco padrão. Ele previu que o computador popularizaria o padrão 31/2 em unidade de disquete, que o Macintosh melhoraria a reputação da Apple e que "atrasaria o domínio da IBM no mercado de computadores pessoais". Williams concluiu que o Macintosh foi "o desenvolvimento mais importante em computadores nos últimos cinco anos. [Isso] nos aproxima um pouco do ideal do computador como eletrodoméstico". Na edição de maio de 1984, Williams acrescentou: "A reação inicial ao Macintosh tem sido fortemente, mas não esmagadoramente, favorável. Alguns usuários de computador tradicionais veem o mouse, as janelas e a metáfora da área de trabalho como babados bobos e inúteis, e outros estão indignados com a falta de gráficos coloridos, mas a maioria dos usuários está impressionada com a máquina e suas capacidades. Ainda assim, algumas pessoas expressaram preocupação com o tamanho relativamente pequeno de 128 mil bytes de RAM, a falta de qualquer linguagem de computador enviada como parte da unidade básica e a inconveniência da unidade de disco único".

Jerry Pournelle, também da BYTE, acrescentou que "o Macintosh é uma pechincha apenas se você puder obtê-lo pelo preço com super desconto oferecido a professores e alunos das 24 universidades favorecidas no consórcio Macintosh". Ele observou, no entanto, que o Macintosh atraiu pessoas "que antes odiavam computadores (...) Há, aparentemente, algo sobre mouses e menus suspensos e ícones que atraem pessoas anteriormente intimidadas por A> e afins".